# Arkadi Timofejewitsch Awertschenko

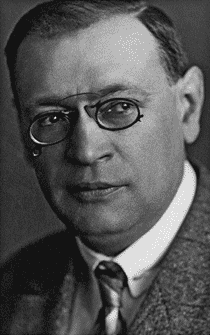
Arkadi Awertschenko (um 1920)

Arkadi Timofejewitsch Awertschenko (russisch Аркадий Тимофеевич Аверченко; * 15. Märzjul. / 27. März 1881greg. oder 15. Märzjul. / 27. März 1880greg. in Sewastopol; † 12. März 1925 in Prag) war ein russischer Schriftsteller und Satiriker.

## Leben
Awertschenko war der Sohn eines Kaufmannes und begann zunächst als Buchhalter. Schon bald versuchte er sich mit Erzählungen und Satiren. Die erste erschien 1903 in einer Zeitung in Charkow, wohin er übersiedelte und dort 1906–1907 an der satirischen Zeitschrift Das Bajonett mitarbeitete. Als er Schwierigkeiten mit der Zensur des Generalgouverneurs bekam und vor die Alternative gestellt wurde, entweder 500 Rubel Geldstrafe zu bezahlen oder ausgewiesen zu werden, ging Awertschenko 1907 nach Sankt Petersburg. Da er mit seinen Geschichten bei den russischen Feuilletonredakteuren in Moskau und Petersburg keinen Anklang fand, veröffentlichte er in seiner eigenen Zeitschrift Satirikon bzw. ab 1913 Nowy Satirikon. In dieser Zeit entwickelte sich Awertschenko zum führenden Satiriker der letzten Zarenzeit. Es gelang ihm für seine Zeitschrift die Mitarbeit bedeutender Illustratoren wie Bilibin und Autoren wie Majakowski zu gewinnen. Tagesereignisse und Theaterkritiken verfasste Awertschenko unter diversen Pseudonymen wie Gorgona oder Medusa, seine humoristischen Erzählungen hingegen unter eigenem Namen. Nach der Revolution wurde die Zeitschrift 1918 verboten. Awertschenko floh zunächst in die heimatliche Ukraine nach Sewastopol, wo er 1919–1920 als Journalist tätig war. 1920 emigrierte er schließlich nach Konstantinopel und 1922 nach Prag. Es gelang ihm, sich auch in der Emigration erfolgreich zu behaupten. So trat er in diversen europäischen Städten als Komiker auf der Bühne auf und seine Erzählungen wurden zuerst ins Deutsche und dann in verschiedene andere Sprachen übersetzt. Nach einer schweren Erkrankung starb Awertschenko im Exil in Prag. Begraben wurde er dort auf dem Olšany-Friedhof.

## Werk
Awertschenko verfasste Komödien und humoristische Erzählungen, die allgemeine menschliche Schwächen beschreiben. Er karikierte sowohl das Leben in der Zarenzeit als auch unter den Bolschewiken und in der Emigration, es ging ihm aber nicht um Kritik an politischen Verhältnissen. Sein Humor ist menschenfreundlich, nicht zynisch, oft melancholisch und gütig. Es gelang ihm, überraschende Pointen zu setzen und Situationskomik zu erzielen. Von den Kommunisten wurde er teils angefeindet. Lenin bescheinigte Awertschenkos Erzählungen aus der Emigrationszeit (Ein Dutzend Messer in den Rücken der Revolution, Paris 1921) zu großen Teilen „erstaunliches Talent“, bezeichnete sie aber auch als „Buch eines fast bis zum Wahnsinn verbitterten Weißgardisten“.

## Ausgaben in deutscher Sprache

### Erzählungen und Grotesken
- Grotesken. Deutsch von Elise Köppen. München: Georg Müller, 1914
- Das Verbrechen der Schauspielerin Maryskin und andere Grotesken. München: Georg Müller, 1919; München: Herbig, 1971
- Das russische Lachen. Ausgewählte Grotesken. Mit Illustrationen v. Leo Haas. Wien: Vernay, 1925
- Der gesunde Menschenverstand. Wien, 1949
- Was für Lumpen sind doch die Männer. Leipzig/Wien: Ralph A. Höger Verlag, 1935; Wien: Paul Neff Verlag, 1953
- Die Frauen sind auch keine Engel und andere Grotesken. Wien-Berlin-Stuttgart: Neff, 1955
- Der Wolfspelz und andere Erzählungen. München: Goldmann, 1964

### Stücke und Einakter (Bühnenverlag Hans Pero, Wien)
- Hinter den Kulissen
- Das Kind und der Einbrecher
- Mir hat der andere besser gefallen
- Der Intrigant
- Der Säugling
- Auch Gauner haben Sorgen
- Der Routinier
- Wie ich zum Lügner wurde
- Der Hungerkünstler
- Der Selbstmörder
- Woher nehmen und nicht stehlen
- Ein glückliches Familienleben
- Der Erfinder
- Der Herr mit der grünen Krawatte
- Der Elefantenjäger
- Nur keine Hemmungen
- Wie ich meine Frau kennen lernte
- Petrov und die schwarze Dame
- Der Pechvogel
- Wie ich zum Lügner wurde
- Der Sprung ins Ungewisse
- Der Hausfreund
- Der Zauberer
- Misch dich nicht in fremde Angelegenheiten
- Die Geschichte eines Pelzes
- Der Taubstumme
- Letzte Hilfe
- Die Affäre Kasanzew

## Anmerkung
1. ↑  Das Geburtsdatum ist umstritten. Einige Quellen deuten auf den 15./27. März 1881, auf dem Grabstein ist der 6. März 1884 vermerkt. Neuere Forschungen berufen sich auf den Eintrag im Kirchenbuch des Archivs Sewastopol: Demnach ist das Geburtsdatum 15./27. März 1880.